# Coelioxys rostrata
Coelioxys rostrata är en biart som beskrevs av Heinrich Friese 1922. Coelioxys rostrata ingår i släktet kägelbin, och familjen buksamlarbin. Inga underarter finns listade i Catalogue of Life.